# محطة قمرية (ناسا)

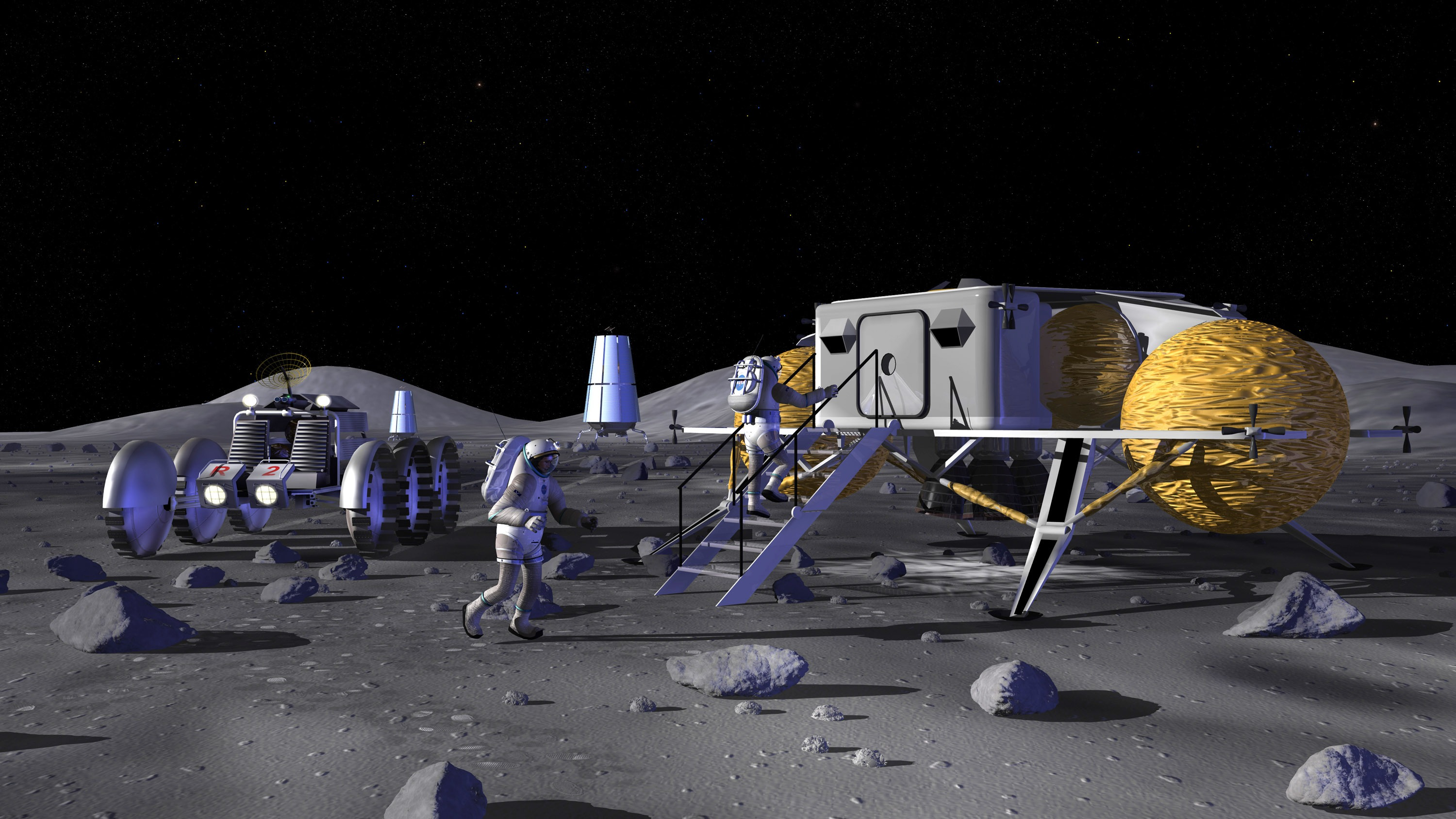

المحطة القمرية هي تصوّر إدارة الفضاء في الولايات المتحدة الأمريكية ناسا لوجود البشر الدائم أو شبه الدائم على سطح القمر. طلبت ناسا زيادةً في ميزانيتها لعام 2020 بمقدار 1.6 مليار دولار، من أجل القيام بمهمة أخرى مأهولة إلى القمر بحلول عام 2024، ويتبعها وجود ثابت على سطح القمر بحلول العام 2028.

## نبذة تاريخية
يعود تصوّر تأسيس وجود بشري طويل الأمد على سطح القمر إلى أواخر الخمسينيات من القرن العشرين. كان مشروع لونكس الذي جرى تصوّره في 1958 خطة للقوات الجوية الأمريكية لإنشاء قاعدة للقوات الجوية تحت سطح القمر. نظّمت وكالة الصواريخ البالستية للجيش الأمريكي فريق عمل سُميَّ بمشروع هورايزن لتقييم جدوى إنشاء قاعدة عسكرية على سطح القمر.
اقترح مشروع هورايزن استخدام سلسلة عائلة صواريخ الإطلاق ساتورن لتجهيز المحطة مسبقًا أثناء وجودها في مدار أرضي، ومن ثم نقل وإرساء التجمّع الكلي على سطح القمر. من ثم تقوم رحلات صواريخ ساتورن الإضافية بنقل الإمدادات إلى السكان كل شهر.
كانت المحطة القمرية جزءًا من تصوّر الاستكشاف الفضائي في عصر جورج دبليو بوش، والتي حل مكانها سياسة الرئيس باراك أوباما الفضائية. كان يمكن للمحطة القمرية أن تشكل منشاة مأهولة على سطح القمر. أرادت ناسا في فترة اقتراح هذه الفكرة بناء المحطة خلال خمس سنوات تمتد بين 2019 و2024. وقد أصدر الكونغرس في الولايات المتحدة الأمريكية أمرًا بأن الجزء الأمريكي «سيسمى محطة نيل أرمسترونغ القمرية».
أعلنت ناسا في الرابع من ديسمبر عام 2004، ملخص استراتيجيتها للاستكشاف العالمي ودراسة التصميم القمري. كان الهدف من دراسة التصميم القمري «تعيين سلسلة من المهام القمرية التي تشكّل حملة ناسا إلى القمر لتحقيق جميع عناصر الاستكشاف القمرية» الخاصة بتصوّر الاستكشاف الفضائي. وكانت النتيجة خطة أساسية لإقامة محطة قمرية بالقرب من أحد قطبي القمر، والتي ستكون مسكنًا دائمًا لرواد الفضاء خلال تبديلات (مناوبات) مدتها ستة أشهر. وُضعت هذه الدراسات قبل اكتشاف جليد الماء (5.6% ± 2.9 حسب الكتلة) في فوهة قطبية على سطح القمر، وهذا ما قد يؤثر بشكل كبير في الخطط.

### التصوّر الدولي لاستكشاف الموارد القمرية عام 1994
كان التصوّر الدولي لاستكشاف الموارد القمرية (آي إل أر إي سي) تصميمًا لمهمة اقترحها كينت جوستن، المهندس في مركز جونسون للفضاء، ضمن «مبادرة استكشاف الفضاء» الخاصة بالرئيس جورج بوش الأب. كانت الخطة ستُستخدم، بمساعدة الشركاء الدوليين وبشكل خاص الاتحاد السوفييتي، لتجميع قاعدة قمرية ولخدمات النقل القمرية الدائمة. لم يكن العمل على المشروع ممكنًا لأنه اقتُرح في نهاية الفترة القصيرة لمبادرة استكشاف الفضاء، حيث أن المشروع الوحيد الذي يعمل حتى الآن هو محطة الفضاء فريدوم (محطة الفضاء الدولية حاليًا).

### دراسة تصميم أنظمة الاستكشاف عام 2005
دراسة تصميم أنظمة الاستكشاف (إي إس إيه إس) هو العنوان الرسمي لدراسة نظم واسعة النطاق أصدرتها ناسا في نوفمبر عام 2005 استجابةً لإعلان الرئيس الأمريكي جورج دبليو بوش في 14 يناير من عام 2004 عن هدفه في إعادة رواد الفضاء إلى القمر، وفي نهاية المطاف إلى المريخ، ويُعرف هذا بتصوّر الاستكشاف الفضائي (ويُعرف بشكل غير رسمي في بعض أوساط الفضاء الجوي ب «القمر، والمريخ، وما بعدهما»، على الرغم من بقاء تفاصيل أي برنامج مأهول إلى «ما بعدهما» مبهمة).

### التصميم المرجعي عام 2006
أُنشأ التصميم المرجعي لهذه المحطة على أن يكون على حافة فوهة شاكلتون القمرية الواقعة في حوض أيتكين الهائل قرب القطب الجنوبي للقمر. وفي 4 ديسمبر من عام 2006، وفي عرض قدّمه، فإن دوغ كوك، نائب المدير المساعد في إدارة مهمة الأنظمة الاستكشافية في ناسا، وصف منطقة «مشمسة 75 إلى 80 في المئة من الوقت، وهي مجاورة لمنطقة مظلمة بشكل دائم والتي تحوي غالبًا على مواد متطايرة يمكننا استخراجها واستخدامها، تعادل مساحة هذه المنطقة المشمسة مساحة ناشونال مول في واشنطن» وهي تقريبًا 1.25 كيلومتر مربع. ساعدت المركبة المدارية الهندية شاندرايان-1 (2008-2009) في تحديد الموقع الدقيق للمحطة القمرية.
تتضمن المواقع الأخرى المأخوذة بعين الاعتبار لتكون موقع محطات قمرية محتملة حافة فوهة بياري الواقعة بالقرب من القطب الشمالي للقمر ومنطقة جبل مالابيرت الواقع على حافة فوهة مالابيرت.
يتضمن تصميم المحطة ما يلي:
- الوحدات السكنية
- وحدات الطاقة الشمسية
- روفرات غير مضغوطة
- وحدة استخدام الموارد في الموقع
- الناقلات المتحركة على السطح

سيُجرى توصيل الإمدادات إلى المحطة القمرية بواسطة مركبة الهبوط على القمر «الطير» المخصصة للطاقم والحمولة، وهي قادرة على نقل أربع رواد فضاء وحمولة تبلغ 6 طن إلى سطح القمر.
كان سيبدأ البناء التدريجي كما هو مخطط بطاقم مكون من أربعة أشخاص يقومون بعدة زيارات إلى القمر مدة كل منها سبعة أيام إلى أن تصبح معدات الطاقة، والروفرات، وأماكن السكن جاهزة للعمل. كانت أول المهمات ستبدأ عام 2020. وسيتبع ذلك مهمات طول كل منها 180 يومًا للتحضير لرحلات إلى المريخ.

### دراسة التصورات عام 2008
أعلنت ناسا في 6 يونيو عام 2008 مجموعة من ستة فرص بحثية وطلبا عروضًا لتمويل البحث استجابةً للإعلان. كان المتوقع أن تصل الميزانية الكلية للبحوث المجراة كجزء من «دراسة تصورات أنظمة سطح القمر» إلى ملياري دولار. وكان مكتب مشروع أنظمة سطح القمر (إل إس إس بّي أو) في برنامج كونستليشن التابع لناسا سيختار المُقترحات والعقود الفائزة في أغسطس من عام 2008.